# Flatow-Oberschule
Die Flatow-Oberschule ist eine Integrierte Sekundarschule mit gymnasialer Oberstufe (ehemals Gymnasium) und einem Internat, im Berliner Ortsteil Köpenick des Bezirks Treptow-Köpenick. Sie hat den Status einer Eliteschule des Sports und einer Eliteschule des Fußballs, welche aus der Kinder- und Jugendsportschule Paul Gesche in Berlin entstand. Derzeit hat es etwa 260 Schülerinnen und Schüler. Sie gehört zum Olympiastützpunkt Berlin.

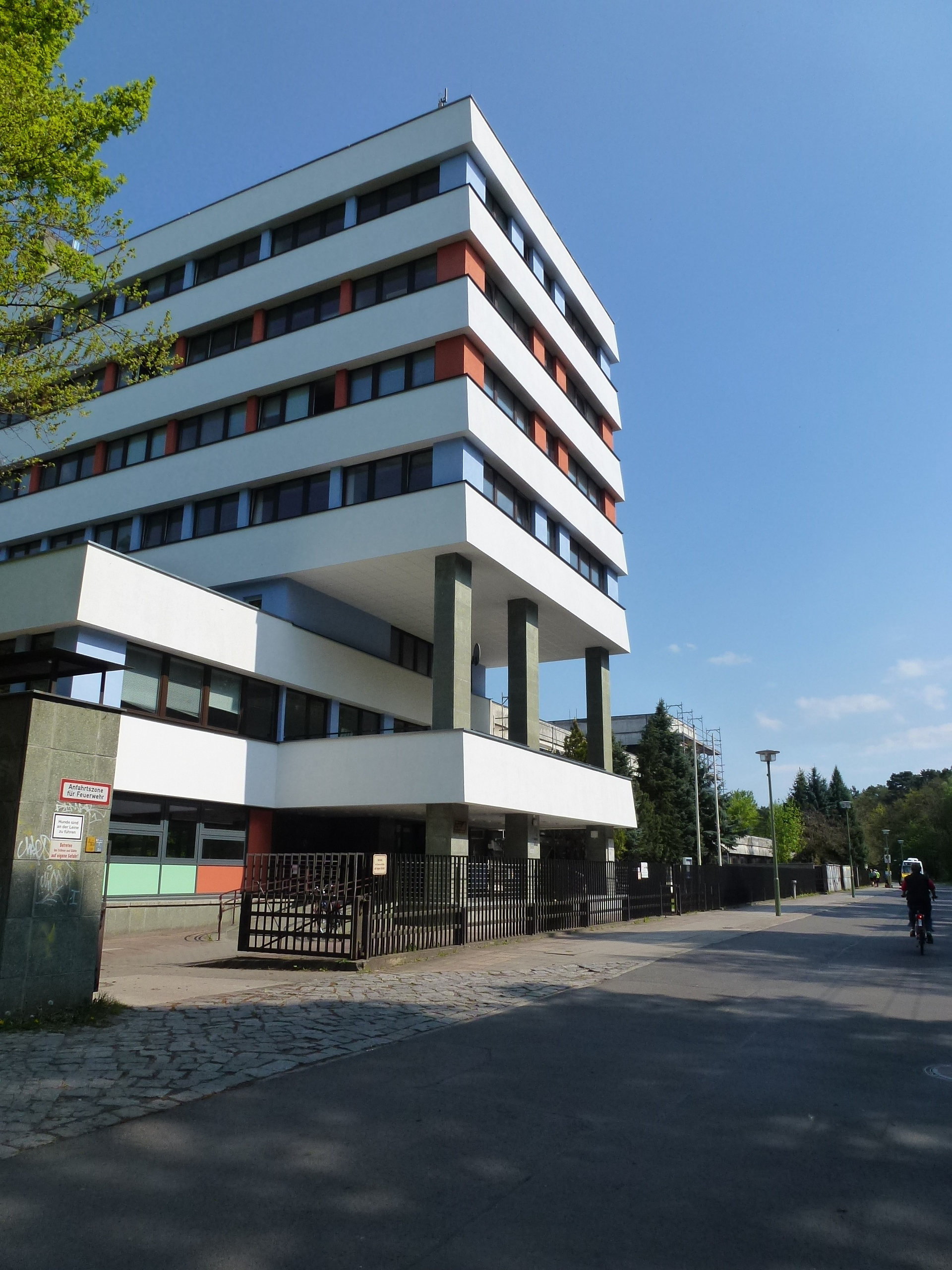
Das zur Flatow-Oberschule gehörende Internat im Gebäude des Sportamtes von Treptow-Köpenick

## Geschichte

### Geschichte des Gebäudes
Das Gebäude der Flatow-Oberschule in Berlin-Köpenick wurde 1955 erbaut. Sie war zunächst als „FDJ-Schule“ bekannt und später eine Sonderschule der Bezirksleitung der SED (auch SED-Bezirksparteischule Friedrich-Engels). Nach der Wende im Jahr 1990 zog die Kinder- und Jugendsportschule „Paul Gesche“ ein.

### Geschichte der Einrichtung
Nach einem Beschluss des Zentralkomitees der SED wurden die KJS (Kinder- und Jugendsportschule) an Vereine angegliedert, so wurde die KJS Paul Gesche (heutige Flatow-Oberschule) an den 1. FC Union Berlin und den SC Berlin-Grünau angegliedert. Sie war zunächst nach dem von den Nazis ermordeten kommunistischen Widerstandskämpfer Paul Gesche benannt.
Die Flatow-Oberschule wurde nach den Brüdern Alfred und Gustav Felix Flatow benannt, die beide Turner und Goldmedaillengewinner bei den ersten Olympischen Spielen der Neuzeit 1896 in Athen waren. Aufgrund ihrer jüdischen Herkunft wurden sie während der Zeit des Nationalsozialismus verfolgt und kamen 1942 im KZ Theresienstadt ums Leben. Mit der Benennung der Schule wird an die sportlichen und menschlichen Leistungen der Brüder erinnert.
Seit 1992 trägt die Schule den Namen der beiden Turner. Die Oberschule hat sich spezialisiert auf Kanusport, Rudern, Segeln, BMX-Freestyle und Fußball.
Sie gilt als Schule besonderer pädagogischer Prägung mit dem Schwerpunkt Sport. 2009 wurde die Schule auf dem Neujahrsempfang des Deutschen Olympischen Sportbundes (DOSB) mit dem Titel Eliteschule des Jahres ausgezeichnet. Jährlich veranstaltet die Schule den "Flatow Cup" an der Regattastrecke Berlin-Grünau.

## Ehemalige Schüler  (chronologisch nach Geburtsjahr)
Nachfolgend einige bekannte Schülerinnen und Schüler der Flatow-Oberschule bzw. der KJS Paul Gesche:
- Britta Oppelt (* 1978), Ruderin
- Oliver Igel (* 1978), Bezirksbürgermeister von Treptow-Köpenick
- Martin Sauer (* 1982), Ruderer
- Norman Bröckl (* 1986), Kanute
- Julia Richter (* 1988), Ruderin
- Marcus Groß (* 1989), Kanute
- Debora Niche (* 1991), Kanutin
- Steven Skrzybski (* 1992), Fußballspieler
- Björn Jopek (* 1993), Fußballspieler
- Lisa Jahn (* 1994), Kanutin
- Tom Kierey (* 1994), Kanute
- Tim Hecker (* 1997), Kanute
- Jacob Schopf (* 1999), Kanute
- Lara Lessmann (* 2000), BMX-Fahrerin